# ジュンス
キム・ジュンス（朝: 김 준수、中: 金 俊秀、英: Kim Jun Su、1986年12月15日 - ）は、韓国や日本を中心に活動する韓国出身の男性歌手、作詞家、作曲家、編曲家、俳優。ソウル市出身。2004年に歌手グループ・東方神起のメンバーとして芸能界デビューを果たし、脱退した2010年以後は歌手グループJYJの一員としてミュージカル俳優としても活動。2021年Palmtree Islandを設立し独立。韓国ミュージカル界に留まらずソロ歌手としても精力的に活動中。日本と韓国だけにとどまらず、中国・台湾・マレーシア・タイでも活動している。本名は同じで、東方神起時代はシア・ジュンス（시아준수、細亜俊秀、日本ではジュンス）という芸名を使用していた。身長177.2cm、体重65.5kg。血液型はB型。本貫は慶州金氏。

## 経歴
1999年秋（当時12歳）SMエンタテインメントの練習生となる（練習生期間は6年）。実家からソウルの事務所までレッスンに通っていた。オーディション「SMベスト選抜大会」歌トップ部門大賞を受賞。小学5年生の時にH.O.T.から影響を受け歌手に憧れた。
2004年1月、東方神起としてシングル『HUG』でデビュー。日本でも2005年4月にシングル『Stay With Me Tonight』でデビューする。
2009年、ユチョンやジェジュンと韓国の化粧品ブランドCreBeauの運営会社の中国法人に投資し、また同時期に韓国高陽市で同ブランドの販売代理店の運営も始めている。7月、ジェジュンやユチョンと一緒にSMエンタテインメントとの契約が13年専属など、異常な契約という理由で専属契約効力停止仮処分申請を裁判所に提出。東方神起を脱退し、9月JYJという名前でグループを結成した。同年10月、裁判所は「本案訴訟の判決が出るまでSM側は3人の独自の芸能活動を妨害してはいけない」という要旨の専属契約効力停止仮処分決定を下した。2012年11月JYJとSMエンタテインメントは、双方が既に締結されたすべての契約を2009年7月31日に終了し、これに関するすべての訴訟を取り下げ、今後の活動に干渉しないという合意をして契約紛争を終えた。
2010年5月26日、日本にてシングル『XIAH』でXIAH junsu名義でソロデビュー。シングルは発売初週で19.5万枚を売り上げ、6月7日付のオリコン週間シングルランキングで初登場2位を記録した。
2012年5月15日、韓国にて初のソロアルバム『TARANTALLEGRA』をXIA名義で発売。アルバムは同年6月時点で12万枚を超える売上を記録した。
2015年3月グローバルアイウェアブランド「Nine Half」のモデルに抜擢される。
2017年、ミュージカル『デスノート THE MUSICAL』の出演を最後に2月に入隊、2018年11月に除隊した。
2021年11月、事務所を退社して独立。

## 人物
- 東方神起に在籍していた頃はミドルハイパートを担当。
- 明知大学校 公演芸術学部卒業[1]（首席で合格[13]）。

### 好きな音楽 / アーティスト
- アカペラ、R&B、ダンス系 / ブライアン・マクナイト、ジョー（Joe、R&Bシンガー） （2004年座談会[14]）
- ポッペラ / ゴスペラーズ （2008年12月[15]）ゆず、少年隊、KinKi Kids、SMAP。
- 尾崎豊、Kiroro、Lyrico。

### その他
- 東方神起としてデビューする前に、SUPER JUNIORのウニョク、ソンミンの3人でグループを組んでいた。
- ジュノは、双子の実兄。

## ディスコグラフィ

### シングル
| 順                     | タイトル               | 発売日                 | 備考                       |
| 日本（XIAH junsu名義） | 日本（XIAH junsu名義） | 日本（XIAH junsu名義） | 日本（XIAH junsu名義）     |
| ---------------------- | ---------------------- | ---------------------- | -------------------------- |
| 1st                    | XIAH                   | 2010年5月26日          | ソロデビューシングル。     |
| 韓国（XIA名義）        |                        |                        |                            |
| 1st                    | Uncommitted            | 2012年9月5日           | 韓国での初のソロシングル。 |
| 2nd                    | Thank U For            | 2012年12月24日         |                            |

### その他の楽曲
韓国
- All Rise （2006年、ソロ、『1st Live Concert Rising Sun』ライブ・アルバムに収録）
- Beautiful Thing （2006年8月、ソロ、『VACATION OST』に収録）
- My Page （2007年、ソロ、『2nd ASIA TOUR CONCERT "O"』ライブ・アルバムに収録）

日本
- If...!? / Rainy Night （JUNSU from 東方神起） （2008年2月27日、メイン・ソロ）
- XIAHTIC（2010年1月27日）

### アルバム
| 順              | タイトル        | 発売日          | 備考               |
| 韓国（XIA名義） | 韓国（XIA名義） | 韓国（XIA名義） | 韓国（XIA名義）    |
| --------------- | --------------- | --------------- | ------------------ |
| 1st             | TARANTALLEGRA   | 2012年5月14日   | 初のソロアルバム。 |

### 作詞・作曲
- 日本盤の曲タイトルや作詞曲名は「JUNSU」と表記されている（韓国盤では「XIAH」）。

韓国
- My Page （2007年）
- 君のそばにいられたら (White lie...) （2006年『"O"-正・反・合』3集アルバムに収録） - 『第3集 "O"-正・反・合』日本ライセンス・アルバム (RZCD-45693) にも収録
- 夕陽、見上げて (Picture of You) （韓国、2008年『MIROTIC』4集アルバムに収録） - 『第4集 MIROTIC』日本ライセンス・アルバム (RZCD-46092) にも収録
- XIAHTIC（シアティック） （2009年、収録未定）

日本
- XIAHTIC （日本語ver）（2010年1月27日）[16]
- Rainy Night （JUNSU from 東方神起） （日本、2008年2月27日）

そのほか　JYJのアルバムで、Mission，　Fallen　Leaves，I can　sore
ソロアルバムで、Intoxication，　Breath，　Lullaby　など作詞、作曲

### ライブ
韓国
- 2006年、「1st Live Concert Rising Sun」で「All Rise」ダンス&歌を披露（ライブ・DVDに収録）。
- SBS番組内で「私はいつもあなたを」（イ・ソニの曲をカバー）を歌う（『All about 東方神起 Season 2』に収録） - 日本ライセンスDVD(RZBD-45694)にも収録。
- 2007年、「2nd ASIA TOUR CONCERT "O"」では「My Page」ダンスパフォーマンス（ライブ・DVDに収録）。
- 2007年11月27日、「Anyband (CONCERT SOLO)」でカンタの「愛は記憶より (Memories)」を歌う。
- 2008年12月29日、「2008SBS歌謡大典」で「マイ・エヴリシング -  My Everything(98 Degrees)」のピアノ弾き語りをした。
- 2009年、「3rd ASIA TOUR CONCERT-MIROTIC-」で、「XIAHTIC」を披露。

日本
- 2007年9月23日、「PREMIUM MINI LIVE」YOKOHAMA BLITZにて「Rainy Night」を歌う。
- 2009年7月4･5日、「4th LIVE TOUR 2009~The Secret Code~」の東京ドーム公演で「XIAHTIC」の日本語ver.を披露。
- 2010年5月22日、「GirlsAward2010」国立代々木競技場第一体育館で「Intoxication」「XIAHTIC」を披露。
- 2010年6月5日･6日･12日･13日、｢JUNSU/YUCHUN/JEJUNG THANKSGIVING LIVE IN DOME｣にて｢XIAHTIC｣｢intoxication｣｢悲しみのゆくえ｣｢君がいれば ～Beautiful Love～｣を披露。

## コラボレーション
- Timeless （Featuring ジュンス From 東方神起） （韓国、2006年、チャン・リーインのシングル）
- 「TPL (Talk Play Love) 」「Promise You」「DayDream」（韓国、2007年11月、Anyband（バンド）[17](MV)）

## 出演

### ドラマ
- 女の香り (テレビドラマ) (第5話 カメオ出演)
- 内省的なボス（テレビドラマ）（第1話 カメオ出演）

### 映画
- VACATION （2006年）
- 地球で恋愛中 （2006年）

### ミュージカル
韓国での上演
- MOZART! (2010年・2011年・2020年 - ヴォルフガング・モーツァルト役）
- Heaven's Tear (2011年 - Joon役)
- Elisabeth (2012年・2013年・2018年・2022年 - TOD役)
- December (2013年 - ジウク役)
- DRACULA (2014年・2016年・2020年・2021年・2023年 - Dracula役）
- DEATH NOTE (2015年・2017年・2022年・2023年 - L 役）
- ドリアン・グレイ（2016年 - ドリアン・グレイ 役[18])
- Xcalibur (2019年・2021年・2022年 - アーサー役）
- ウエスト・サイド・ストーリー (2022年 - トニー役）

## 受賞歴
- 「第4回ザ・ミュージカル・アワード（MUSICAL AWARDS）」（｢MOZART!｣男優新人賞、人気賞）（2010年6月7日、韓国）[19][20]
- 「第16回韓国ミュージカル大賞 ｣ (人気スター賞・男優新人賞）
- 「第5回 ザ・ミュージカル・アワード（MUSICAL AWARDS）」（｢天国の涙｣人気スター賞）（2011年6月7日、韓国）[21][22]
- ゴールデン・チケット・アワード（｢MUSICAL俳優部門｣チケットパワー賞）
- 「第17回 韓国ミュージカル大賞授賞式｣ (人気スター賞）
- 「第6回 ザ・ミュージカル・アワード（MUSICAL AWARDS）」（｢エリザベート｣人気賞）（2012年6月4日、韓国）[23]
- 「第18回 韓国ミュージカル大賞（THE KOREA MUSICAL AWARDS）」（｢エリザベート｣３年連続人気賞）（2012年6月4日、韓国）[24]
- 「第18回 韓国ミュージカル大賞（THE KOREA MUSICAL AWARDS）」（｢エリザベート｣主演男優賞）（2012年10月29日）[24]